# Stenoschmidtia brevivalvatus
Stenoschmidtia brevivalvatus är en insektsart som först beskrevs av Karsch 1896.  Stenoschmidtia brevivalvatus ingår i släktet Stenoschmidtia och familjen Euschmidtiidae. Inga underarter finns listade i Catalogue of Life.